# Andri Zaplitny
Andri Zaplitny (13 de julio de 2001) es un deportista ucraniano que compite en karate, en la modalidad de kumite.
Ganó una medalla en el Campeonato Mundial de Karate de 2023 y cinco medallas en el Campeonato Europeo de Karate entre los años 2021 y 2024. En los Juegos Europeos de Cracovia 2023 consiguió una medalla de oro.

## Palmarés internacional
| Campeonato Mundial | Campeonato Mundial      | Campeonato Mundial | Campeonato Mundial |
| Año                | Lugar                   | Medalla            | Prueba             |
| ------------------ | ----------------------- | ------------------ | ------------------ |
| 2023               | Budapest (Hungría)      | Medalla de bronce  | –75 kg             |
| Juegos Europeos    |                         |                    |                    |
| Año                | Lugar                   | Medalla            | Prueba             |
| 2023               | Bielsko-Biała (Polonia) | Medalla de oro     | –75 kg             |
| Campeonato Europeo |                         |                    |                    |
| Año                | Lugar                   | Medalla            | Prueba             |
| 2021               | Porec (Croacia)         | Medalla de bronce  | Por equipos        |
| 2022               | Gaziantep (Turquía)     | Medalla de bronce  | Por equipos        |
| 2023               | Guadalajara (España)    | Medalla de oro     | –75 kg             |
| 2023               | Guadalajara (España)    | Medalla de oro     | Por equipos        |
| 2024               | Zadar (Croacia)         | Medalla de bronce  | Por equipos        |